# Abby Kelley
Abigail Kelley Foster (15 de enero de 1811-14 de enero de 1887) fue una abolicionista, feminista y reformadora social radical estadounidense, activa desde la década de 1830 hasta la década de 1870. Fue recaudadora de fondos, conferencista y organizadora de comités para la influyente Sociedad Antiesclavista Estadounidense, donde trabajó estrechamente con William Lloyd Garrison y otros radicales.
Se casó con el también abolicionista Stephen Symonds Foster y ambos trabajaron por la igualdad de derechos para las mujeres y para los esclavos afroestadounidenses. Dedicó la mayor parte de su vida a la lucha por las causas sociales y a tratar de eliminar «los prejuicios de raza y género».
Su antigua casa, Liberty Farm, en Worcester, Massachusetts, fue designada Monumento Histórico Nacional. Abby Kelley fue elegida para formar parte del National Women's Hall of Fame en 2011.

## Infancia
El 15 de enero de 1811, nació Abigail (Abby) Kelley, la séptima hija de Wing y Lydia Kelley, granjeros en Pelham, Massachusetts. Kelley creció ayudando en las granjas de la familia en Worcester donde recibió una cariñosa educación cuáquera, pero estricta. Kelley y su familia eran miembros de una reunión de veneración cuáquera cerca de Uxbridge, Massachusetts. Comenzó su educación en una habitación individual de su escuela en la sección Tatnuck de Worcester. La hermana de Foster después escribió que Abby “asistió al mejor colegio privado para chicas en Worcester. En 1826, como Worcester no tenía instituto para chicas y sus padres no podían permitirse un seminario privado, Kelley continuó su educación en el New England Friends Boarding School en Providence, Rhode Island. Después de su primer año de colegio, Kelley dio clases durante dos años para ganar el dinero suficiente para continuar con su educación. En 1829, asistió a su último año de estudios, habiendo recibido la educación más alta que ninguna mujer de Nueva Inglaterra de su moderada situación económica podía esperar tener.
Abby volvió a casa de sus padres para enseñar en los colegios locales y, en 1835, ayudó a sus padres a mudarse a su nueva casa en Milbury. Después, en 1836, se mudó a Lynn, Massachusetts, donde enseñaba en un colegio local. Allí, conoció a compañeros cuáqueros que predicaban las ideas de restricción, antialcoholismo, pacifismo y oposición a la esclavitud. Comenzó a estar interesada en las teorías de la salud de Sylvester Graham y en la abolición de la esclavitud después de escuchar la conferencia de William Loyd Garrison, editor de la publicación abolicionista, The Liberator. Kelley se unió a la Sociedad Antiesclavista de Mujeres de Lynn y pronto fue seleccionada para un comité encargado de recoger firmas para realizar peticiones al gobierno federal para terminar con la esclavitud en el distrito de Columbia. Kelley llevó a cabo su encargo con entusiasmo, y en 1837 recogió las firmas de casi la mitad de las mujeres de Lynn.

## Radicalización
Las visiones de Kelley se volvieron más radicales progresivamente al trabajar con abolicionistas como Angelina Grimké. Se convirtió en “ultra”, proponiendo no solo la abolición de la esclavitud sino también la igualdad plena para los negros. Además, la influencia de Garrison la llevó a adoptar la posición de “no resistencia” que iba más allá de la oposición a la guerra y se oponía a todas las formas de coerción gubernamental. Los abolicionistas radicales dirigidos por Garrison rechazaron ser jurados, alistarse en el ejército o votar.  El llamamiento garrisoniano para el fin de la esclavitud y la extensión de los derechos civiles de los afroamericanos causó controversia. La defensa de Kelley del movimiento abolicionista provocó que algunos oponentes la llamaran “Jezebel”, ya que lo que ella proponía amenazaba su sentido de la estructura social. Por otro lado, muchos abolicionistas alabaron sus habilidades para hablar en público y su dedicación a la causa. La influencia de Kelley se mostró con un grupo de mujeres activistas llamadas “Abby Kelleyites”. El abolicionismo radical empezó a ser conocido como “Abby Kelleism”.

## Actividad antiesclavista
Después del pánico financiero de 1837, Kelley se hizo cargo de la recaudación de fondos para la Sociedad de Mujeres de Lynn. Donó una generosa cantidad de su propio dinero para la Sociedad Antiesclavista Estadounidense. Con el apoyo de Angela Grimké, Abby fue la primera delegada de la Sociedad de Mujeres de Lynn para la convención nacional de la Sociedad Antiesclavista Americana en Nueva York. Allí, habló de la recaudación de fondos y participó en la redacción de la declaración de la sociedad para la abolición. Después de la convención, comenzó a estar cada vez más comprometida con la Sociedad Antiesclavista, para la que distribuyó peticiones, recaudó fondos y participó en conferencias para concienciar al público.
En 1838, Kelley dio su primer discurso público a un “público promiscuo” (de género mixto) en la primera Convención Antiesclavista de Mujeres Americanas, en Filadelfia. En este momento, generalmente las mujeres no se dirigían a este tipo de audiencias en foros públicos. A pesar de las ruidosas protestas, Kelley proclamó con elocuencia la doctrina del abolicionismo. En los meses siguientes, se consolidó aún más como figura pública al hablar ante más multitudes de género mixto, como la de la Convención Antiesclavista de Nueva Inglaterra. También trabajó en un comité compuesto por ambos géneros.
Más tarde, en 1838, se mudó a Connecticut para difundir el mensaje antiesclavista. En 1839, Kelley estaba completamente involucrada en la Sociedad Antiesclavista, mientras todavía reconocía su tradición cuáquera al rechazar el pago por sus esfuerzos. Sin embargo, en 1841, renunció a los cuáqueros por las disputas sobre la no autorización de oradores antiesclavistas en las casas de reunión (incluyendo la reunión mensual de Uxbridge donde ella había asistido con su familia) y el grupo renegó de ella.
En 1843, Kelley dio un discurso a los asistentes en la Convención del Partido Libertad en Buffalo, Nueva York, convirtiéndose en la primera mujer en América en hablar en una convención política nacional.
A partir de 1843, Keller contribuyó a la Sociedad Antiesclavista Estadounidense como oradora y recaudadora de fondos. Kelley siguió con su trabajo a pesar de que, debido a su activismo público como mujer que trabajaba y presentaba conferencias públicas con hombres, se encontró con constantes objeciones. A menudo compartía su tarima con antiguos africanos esclavizados a pesar de la desaprobación de algunos miembros del público. “Me alegro de que me identifiquen con la gente de color que es despreciada. Si deben ser despreciados, también deben serlo sus defensores". En octubre de 1849, Kelley le escribió a su amigo, Milo Townsend y le contó el trabajo que estaba haciendo para la sociedad antiesclavista: "Sabemos que nuestra causa sigue adelante".
Algunos miembros de la Sociedad se opusieron a las ideas propuestas por Garrison, Kelley y otros radicales. Así pues, cuando Kelley fue elegida para el comité nacional de negocios de la Sociedad Antiesclavista, los miembros conservadores dejaron la sala en protesta. Oficialmente los dos grupos de abolicionistas se separaron. Los abolicionistas radicales pacifistas controlaban la Sociedad, que promovía un igualitarismo completo, el cual debía obtenerse sin la ayuda de ningún gobierno, ya que todas las instituciones de este tipo estaban construidas sobre la violencia de la guerra. En 1854 Kelley se convirtió en la jefa de recaudación de fondos y en agente financiera general de la Sociedad Antiesclavista y en 1857 asumió la posición como agente general a cargo de los programas de conferencias y convenciones.
Kelley y su marido Stephen Symonds Foster (junto a Sojourner Truth, Jonathan Walker, Marius Robinson, y Sallie Holley) reorganizaron la Sociedad Antiesclavista de Míchigan en 1853 en Adrian, Míchigan. La sociedad estatal se fundó en 1836 en Ann Arbor, Míchigan.

## Derechos de la mujer
Luchar por los derechos de la mujer se convirtió rápidamente en una nueva prioridad para muchos abolicionistas y Kelley estuvo entre ellos hablando sobre los derechos de la mujer en Seneca Falls (Nueva York), cinco años antes de que se celebrara la convención de Seneca Falls. Kelley influenció a futuras sufragistas como Susan B. Anthony y Lucy Stone alentándolas a formar parte en el activismo político. Ayudó a organizar y fue una oradora principal en la Primera Convención Nacional de los Derechos de la Mujer en Worcester, Massachusetts en 1850 (la Convención de Seneca Falls, la primera convención sobre los derechos de la mujer, celebrada en 1848, no se celebró a nivel nacional).
Después de la Guerra Civil Americana, Kelley apoyó la aprobación de la Decimoquinta Enmienda a la Constitución de los Estados Unidos. Algunas mujeres activistas se resistieron a cualquier enmienda que no incluyera el sufragio femenino. Kelley se separó de Susan B. Anthony y Elizabeth Cady Stanton debido a su fuerte oposición hacia la aprobación de la enmienda. Después de que se aprobara la enmienda y de que Garrison disolviera la Sociedad Antiesclavista, Kelley siguió luchando por la igualdad de derechos tanto de los Afroamericanos como de las mujeres.
En 1872, Kelley y su marido Stephen Symonds Foster se negaron a pagar impuestos sobre su propiedad común; en defensa dijeron que como Kelley no podía votar, era una víctima de “pagar impuestos sin representación”. Aunque su granja fuera confiscada, vendida y recomprada para ellos por sus amigos debido a esto, Kelley continuó con su activismo a pesar de las dificultades financieras y la mala salud. Escribió cartas a sus compañeros radicales y a otras entidades políticas hasta su muerte en 1887.

## Matrimonio y familia
Tras un noviazgo de cuatro años, Kelley se casó con su compañero abolicionista Stephen Symonds Foster en 1845. En 1847, ella y su marido compraron una granja en la región de Tatnuck en Worcester, Massachusetts y la llamaron “La Granja de la Libertad” (Liberty Farm). Ese mismo año dio a luz a su única hija. La granja sirvió tanto de parada en el Ferrocarril Subterráneo como de refugio para sus compañeros reformistas. Kelley continuó esforzándose como oradora y recaudadora de impuestos en todo el Norte hasta 1850, cuando su estado de salud fue empeorando y la obligó a reducir sus viajes. Para trabajar por la causa, mantuvo una correspondencia activa y reuniones locales.
Abby Kelley Foster murió el 14 de enero de 1887, un día antes de que cumpliera 76 años.

## Legado y honores
La Granja de la Libertad en Worcester, Massachusetts, el hogar de Abby Kelley y Stephen Symonds Foster, fue designado como “Monumento Histórico Nacional de los Estados Unidos” debido a la lucha que dedicaron toda una vida por el abolicionismo. Es una propiedad privada y no atiende a visitas.
La Casa de Abby (Abby 's House) es un centro de acogida para mujeres que lleva su nombre en su honor inaugurado en Worcester en 1976.
En 2011, fue incluida en el Salón Nacional de la Fama de la Mujer.
La escuela pública concertada Abby Kelley Foster, un centro de enseñanza primaria y secundaria de Worcester (Massachusetts) inaugurado en 1998, lleva su nombre.
(Este texto ha sido traducido a partir de la entrada de Abby Kelley en inglés).